# A Lesson Learned
A Lesson Learned è un cortometraggio muto del 1911. Il nome del regista non viene riportato nei credit del film, prodotto dalla Edison Company e interpretato da Charles Ogle, Miriam Nesbitt e Guy Coombs.

## Produzione
Il film fu prodotto dalla Edison Company.

## Distribuzione
Distribuito dalla General Film Company, il film - un cortometraggio di 150 metri - uscì nelle sale cinematografiche USA il 7 giugno 1911. Nelle proiezioni, veniva programmato con il sistema dello split reel, accorpato in un'unica bobina con un altro cortometraggio prodotto dalla Edison, la commedia Father's Dress Suit.